# Сент Китс и Невис на Светском првенству у атлетици на отвореном 2013.
Сент Китс и Невис је учествовао на 14. Светском првенству у атлетици на отвореном 2013. одржаном у Москви од 10. до 18. августа четрнаести пут, односно учествовао је на свим првенствима до данас. Репрезентацију Сент Китса и Невиса представљало је 6 такмичара који су се такмичили у 3 дисциплине.,.
Петоструки освајач медаља на светским првенствима Ким Колинс, није учествовао на Светском првенству у Москви, због сукоба са својим атлетским савезом.
На овом првенству Сент Китс и Невис није освојио ниједну медаљу, а једино је штафета остварила најбоље време у сезони.

## Учесници
Мушкарци:
- Антоан Адамс — 100 м, 200 м, 4 х 100 м
- Џејсон Роџерс — 100 м, 4 х 100 м
- Лестрод Роланд — 200 м, 4 х 100 м
- Алистар Кларк — 4 х 100 м
- Бриџеш Лоренс — 4 х 100 м
- Делвајн Дилејни — 4 х 100 м

## Резултати

### Мушкарци
| Атлетичар                                                                                  | Дисциплина | Лични рекорд        | Предтакмичење | Предтакмичење | Квалификације        | Квалификације        | Полуфинале            | Полуфинале   | Финале               | Финале       | Детаљи |
| Атлетичар                                                                                  | Дисциплина | Лични рекорд        | Резултат      | Место         | Резултат             | Место                | Резултат              | Место        | Резултат             | Место        | Детаљи |
| ------------------------------------------------------------------------------------------ | ---------- | ------------------- | ------------- | ------------- | -------------------- | -------------------- | --------------------- | ------------ | -------------------- | ------------ | ------ |
| Антоан Адамс                                                                               | 100 м      | 10,01               | слободан      | слободан      | 10,18                | 4. у гр. 3 кв        | 10,17                 | 6. у гр. 3   | Није се квалификовао | =16 / 75     |        |
| Џејсон Роџерс                                                                              | 100 м      | 10,01               | слободан      | слободан      | 10,19                | 3. у гр. 4 кв        | 10,15                 | 7. у гр. 24  | Није се квалификовао | =13 / 75     |        |
| Антоан Адамс³                                                                              | 200 м      | 20,13 (+0,5 м/с) НР |               |               | 20,56                | 3. у гр. 4 КВ        | 20,47                 | 6. у гр. 2   | Није се квалификовао | 13 / 55 (56) |        |
| Лестрод Роланд                                                                             | 200 м      | 20,60               | 21,37         | 6. у гр. 3    | Није се квалификовао | Није се квалификовао | Није се квалификовао  | 43 / 55 (56) |                      |              |        |
| Антоан Адамс³ Џејсон Роџерс² Лестрод Роланд² Алистар Кларк Бриџеш Лоренс* Делвајн Дилејни* | 4 х 100 м  | 38,41 НР            | 38,58 НРС     | 5. у гр. 3    |                      |                      | Нису се квалификовали | 13 / 22 (23) |                      |              |        |

- Атлетичари у штафетама означени звездицама били су резерве и нису учествовали у тркама штафета, а означени бројевима су учествовали и у појединачним дисциплинама